# Алкилиране
Алкилиране – химична реакция, при която в органично съединение се вкарва алкилна, арилакална или друга група. Типични алкилиращи агенти са алкилхалогениди, алкени, епоксидна съставка, алкохола, по-малко - алдехиди, кетони, естери, сулфиди.

## Приложение
Намират приложение в химическата и нефтохимическата промишленост, в органичната синтеза, за получаване на горива за двигатели с вътрешно горене, за получаване на лекарства, багрила и др.